# Miłość miłość
Miłość miłość – singel polskiego piosenkarza Krzysztofa Zalewskiego z jego trzeciego albumu studyjnego, zatytułowanego Złoto.
Piosenka była nominowana do nagrody polskiego przemysłu fonograficznego Fryderyka w kategorii „teledysk roku”.
Kompozycja znalazła się na 21. miejscu listy AirPlay – Top, najczęściej odtwarzanych utworów w polskich rozgłośniach radiowych. Nagranie otrzymało w Polsce status złotego singla, przekraczając liczbę 10 tysięcy sprzedanych kopii.

## Geneza utworu i historia wydania
Piosenka została napisana i skomponowana przez Andrzeja Smolika, Krzysztofa Zalewskiego i Michała Wiraszko.
Singel ukazał się w formacie digital download 19 października 2016 w Polsce za pośrednictwem wytwórni płytowej Kayax. Kompozycja została umieszczona na trzecim albumie studyjnym Krzysztofa Zalewskiego – Złoto.
Piosenka była nominowana do nagrody polskiego przemysłu fonograficznego Fryderyka w kategorii „teledysk roku”.

## „Miłość miłość” w stacjach radiowych
Nagranie było notowane na 21. miejscu w zestawieniu AirPlay – Top, najczęściej odtwarzanych utworów w polskich rozgłośniach radiowych.

## Teledysk
Do utworu powstał teledysk, który udostępniono w dniu premiery singla za pośrednictwem serwisu YouTube.

## Pozycje na listach airplay
| Kraj   | Lista         | Najwyższa pozycja |
| ------ | ------------- | ----------------- |
| Polska | AirPlay – Top | 21                |

## Certyfikaty
| Kraj          | Certyfikat  | Sprzedaż |
| ------------- | ----------- | -------- |
| Polska (ZPAV) | złota płyta | 10 000+  |